# دالیت
دالیت به معنای زمین‌خورده یا ستم‌دیده در جنوب آسیا، نامی است که کسانی که در نظام طبقاتی آیین هندو، غیرقابل لمس یا نجس خوانده می‌شوند برای خود برگزیده‌اند. اگرچه این نام از قرن نوزدهم وجود داشته اما آمبدکار بود که این مفهوم را متداول کرد. دالیت‌ها از نظام چهار کاستی یا طبقه‌ای هندو حذف شده‌اند و در حقیقت آن‌ها دارای ورنه نیستند. آن‌ها برای خود ورنه پنجمی را شکل دادند که پانچاما خوانده می‌شود. در حالی که نامی که نظام طبقه‌ای برای آن‌ها در نظر گرفته، نجس است. دالیت همین‌طور به صورت عام، تمام قبایل و گروه‌هایی را که در طول تاریخ به علت‌های مختلف از جامعه مستثنی شده و از حقوق برابر برخوردار نبوده‌اند، دربرمی‌گیرد.پس از مهاجرت اقوام هندو-اروپایی آریایی به هند بومیان دراویدی تبار هند توسط آریایی ها نجس خوانده شدند و بومیان هند بر اساس نژاد به چندین طبقه تقسیم شدند آریایی ها خود را در طبقه برهمن و بومیان هند را در طبقه کارگر ها و دالیت ها یا نجس ها قرار داده و زبان دالیت ها تحت تاثیر آریایی ها به هندی تبدیل شدند. همچنین ارتباط نزدیکی بین نجس ها و کولی ها از منظر ژنتیکی وجود دارد.
رام نات کوویند، چهاردهمین رئیس‌جمهور و ک.ر. نارایان، دهمین رئیس‌جمهور این کشور، از طبقه دالیت بودند که توانستند به این مقام دست یابند.